# Quarantaquattro gatti
Quarantaquattro gatti è un brano musicale del 1968, vincitore della 10ª edizione dello Zecchino d'Oro nell'interpretazione di Barbara Ferigo (4 anni e mezzo, di Gorizia).

## Storia
Testo e musica del brano sono di Giuseppe Casarini (Modena, 19 marzo 1924 - Modena, 27 maggio 2015), all'epoca quarantaquattrenne insegnante di educazione musicale alle scuole medie di Nonantola, che per comporla impiegò 2 settimane per il testo e un quarto d'ora per la musica. La canzone tratta di un gruppo di gattini senza padrone, i quali, ordinatamente disposti "in fila per sei col resto di due", organizzarono una riunione nella cantina di un grande palazzo e chiesero ai bambini, che quindi sono i loro amici, di avere un pasto al giorno e di poter dormire sulle poltrone, dando loro in cambio il permesso di giocare liberamente con loro e poter perfino tirar loro le code. Conclusa l'assemblea, i gatti marciavano fieramente in cortile, sempre "in fila per sei col resto di due".
Il brano è stato pubblicato dalle edizioni Millen di Modena.
Nello stesso anno, Mina e Provolino cantarono la canzone nella trasmissione Vengo anch'io di Castellano e Pipolo, condotta da Raffaele Pisu. Nel 1993 fu usata come sigla dell'omonima trasmissione andata in onda su Canale 5 e condotta da Rita dalla Chiesa.
Nel 1994, dalla sua casa di Modena, Luciano Pavarotti cantò la celeberrima canzone con il Piccolo Coro dell'Antoniano e l'accompagnamento al pianoforte proprio dello stesso autore della canzone.
Nel dicembre del 2007, in occasione del Gran galà dello Zecchino d'oro, questo brano fu cantato dal vivo da Cino Tortorella. Il brano è stato reinterpretato in versione cover allo Zecchino d'Oro 2016 da Elodie e Giovanni Caccamo. La versione originale del brano è stata usata invece il 9 dicembre dello stesso anno all'interno della trasmissione Voci del mattino, andata in onda alla mattina su Rai Radio 1 con Paolo Salerno.
Nel 2012 Stefano Bollani eseguì una sua interpretazione jazz di Quarantaquattro gatti per Rai Radio 1.
Nel 2017 viene annunciata la messa in onda di una serie animata in 3D ispirata al brano prodotta dallo studio di animazione Rainbow. Nello stesso anno, durante la trasmissione 60 Zecchini, la canzone è interpretata da Beppe Fiorello.
Il critico musicale Mario Luzzatto Fegiz, nel suo libro AvantPop, ha definito Quarantaquattro gatti come "l'unica canzone di protesta del '68 che abbia avuto un successo duraturo".

## Curiosità
- Nel 2007 in occasione del Gran galà dello Zecchino d'Oro il brano inizialmente era previsto essere interpretato da Pippo Baudo, che però alla fine non prese parte alla trasmissione, cosi è stato Cino Tortorella ad eseguirlo.
- Il brano è stato tradotto anche in altre lingue tipo cinese e inglese.
- Nel 2000 è stato prodotto un corto animato del brano facente parte della 1° edizione de I cartoni dello Zecchino d'Oro, un altro corto fu rilasciato nel 2015.[senza fonte]